# 大疫年日记
《大疫年日記》（英語：A Journal of the Plague Year），是英国作家丹尼爾·笛福（1660年-1731年）於1722年3月所發表的小說。
這部小說描述在1665年身處大瘟疫襲擊的倫敦城。這本書大致按時間順序敘事，但沒有分篇章或也沒有章節標題。
雖然看來是在事件發生的幾年後所寫，本書實際上是在實際出版的數年之前所寫作，本書於1722年3月第一次出版。迪福在1665年時只有5歲，而這本書發表時的作者的名稱縮寫為"H.F.”，這本小說很可能是基於迪福的叔叔，亨利迪福當時所留下的記錄。
在這本書中，迪福不厭其煩、鉅細靡遺地描述具體的社區、街道，甚至是哪幾間房屋發生瘟疫，以達到效果逼真。此外，它提供了傷亡數字表，並討論各種不同記載、軼事的可信度。
本書往往被跟瘟疫當代的記載相比，尤其是塞繆爾·佩皮斯的日記。迪福的記述雖然是虛構的，但比起佩皮斯的第一人稱敘事，更為詳細和系統。
此外，它可以跟描述義大利瘟疫的作品並列，即曼佐尼（Alessandro Manzoni）的《訂婚》。儘管有一些類似之觸（例如，這兩部小說都在瘟疫結束多年後寫作），這兩位作家的寫作技巧不同：迪福的作品在細節上用力甚深，但他用的是局外者的筆觸，而曼佐尼不僅重建了被瘟疫襲擊的米蘭當時的氣氛，他還以自己充滿詩意的敏感度分析了個人對於瘟疫的反應。

## 文体争议
究竟《大疫年日記》能不能被看做一本真正的小說，學界仍存在爭議。與《魯濱遜漂流記》或《摩爾·弗蘭德斯》不同, 《大疫年日記》最初是被視為一部非虛構的作品。在1780年這本書的虛構性被大多數的人所知曉，而究竟迪福是不是這本書的作者，還是僅為本书的編輯者仍有討論的空間。一位現在的文學評論者甚至認為書中的記錄「只有很小一部分是虛構的」，Watson Nicholson於1919年撰文指出這本書可以被視為「真正的歷史」。其他文學評論者則認為這本書應該就是一部充滿想像力的小說，可以妥當地稱其為歷史小說。

## 影视改编
1945年，一個電台節目古怪的圓（The Weird Circle）將小說改編成一個精簡版的30分鐘戲劇。

## 影响
- 弗朗索瓦·特呂弗 1966年的電影“華氏451度”，在焚書現場蓋伊蒙太的房子可以看到一本《大疫年日記》。
- 獲得奧斯卡提名的短片“長假發製造商”(Periwig Maker)是改編自《大疫年日記》。

## 外部連結
- A Journal of the Plague Year - 古腾堡计划
- 有聲書
- 德莫特·卡瓦納（Dermot Kavanagh）的評介文章（页面存档备份，存于）